# Catedral de Siguença
A Catedral de Siguença tem sua origem em Janeiro de 1124, quando o bispo Dom Bernardo de Agén (1121–1152) reconquista a cidade de Siguença com objeto de fazer frente à influência do bispado de Osma. Ocorreu portanto no reinado de Dona Urraca (filha de Afonso VI). Foi nomeado bispo em 1121 (antes da conquista do lugar) pelo Arcebispo de Toledo, Bernardo de Sedirac, da Ordem de Cluny, continuando a influência desta ordem monástica introduzida no Reino de Castela por Afonso VI e Afonso I de Aragão, esposo da rainha castelhana.
Atualmente segue sem se demonstrar com segurança a localização da primitiva catedral, embora existam duas hipóteses:
- A primeira, baseada num documento de 1138, no qual o rei Afonso VII outorga uma "doação" do terreno no que "foi fundada".
- A segunda que, segundo um documento de 1144, Dom Bernardo reedifica "com duplo muro e Torre" uma primitiva catedral, possivelmente sobre os restos de uma antiga igreja visigoda ou moçárabe.

Este bispo conseguiu de Afonso VII (1126-1157) privilégios e doações com os que acrescentar a nova povoação, unificando as duas povoações: a superior de em torno do castelo e a inferior, moçárabe, em torno do leito do rio Henares.

## A catedral

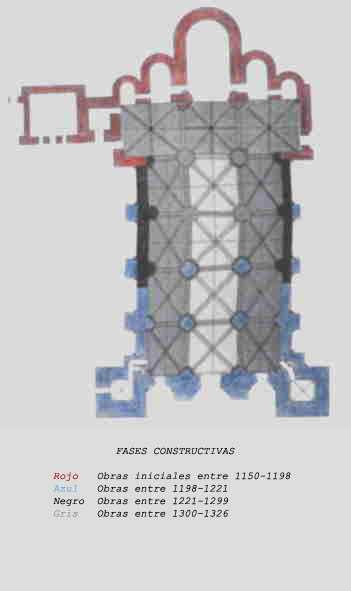
Períodos da construção

Começou a construção no século XII em 1124, com o bispo Bernardo de Agén, embora fossem os seguintes bispos os que mais impulsionaram sua construção. As obras continuaram até o século XVI, embora a ornamentação durasse até o século XVIII. ouve também obras de restauração em 1939, após a guerra civil.
Compõe-se de uma planta em cruz latina, de três naves, amplo transepto, capela-mor rodeada de charola ou deambulatório, zimbório ou lanterna, sobre o cruzeiro, duas torres gêmeas na fachada ocidental. O claustro, a Norte. Embora as obras começassem em estilo românico, no seu conjunto é um bom exemplo de arquitetura de estilo cisterciense, transição à arte gótica. Esta catedral sempre se destacou pelo aspeto de fortificação, com as suas torres gêmeas ameiadas.

### Etapas e bispos construtores
Com o bispo Dom Pedro de Leucate (1152-1156), sobrinho do anterior, começam as obras da nova Catedral. Adota o plano de cabeceira beneditina. A construção começou com a capela-mor e capelas absidais e as duas torres da fachada, criadas com objeto defensivo. A obra está realizada com arenito vermelho. Na prelatura de Dom Cerebruno (1156-116) é dado um grande impulso às obras, cerrando as naves e fazendo as três portas românicas da fachada principal.
Com o quarto bispo Dom Joscelino Adelida (1168-1171), ao chegar em 1169 a construção ao cruzeiro e à sua nave transversal, fica aberta ao culto; disto dá fé um cristograma no tímpano da porta da torre do Galo, indicando que a obras teriam chegado a esta parte do transepto.

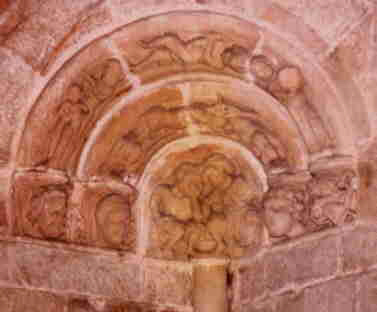
Trompa românica

As obras foram iniciadas no estilo românico exuberante de Cluny, mas depressa impor-se-ia a austeridade de Cister, reduzindo o tamanho do coro e os capiteis não iriam ser historiados (animais, cenas bíblicas, etc) senão de tema vegetal.
Em paralelo com as obras da igreja (as cinco capelas absidais) começa a construção de um claustro, onde se irão edificando as dependências para a comunidade.
À época do bispo Dom Arderico (1178-1184), primeiro bispo de origem espanhola, o cabido transladou-se às dependências habitáveis do claustro.
Frei Martín de Finojosa (1185-1192), monge cisterciense e abade de Santa María de Huerta, influiu no estilo da construção, mudando do estilo românico para o proto-gótico.
Já próximo o século XIII, o bispo Dom Rodrigo (1192-1221) tem o afã de fazer gótica a catedral, elevando as abóbadas sobre o românico primitivo (possivelmente com telhado de madeira).
Durante o século XIV fica terminada a obra inicial do edifício, já com a planta gótica que podemos ver atualmente.

### Componentes externos
- Átrio. Construído em 1536, após destruir a muralha, que se situava diante da Catedral. Consta de 21 colunas de pedra calcária, terminadas por leões cinzelados por Francisco de Baeza (1503-1542) e mede 48 x 24 metros. Em 1783 lavraram-se as grades e as duas portas. No lado norte do átrio encontra-se a Contadoria do Cabido, com três janelas platerescas.

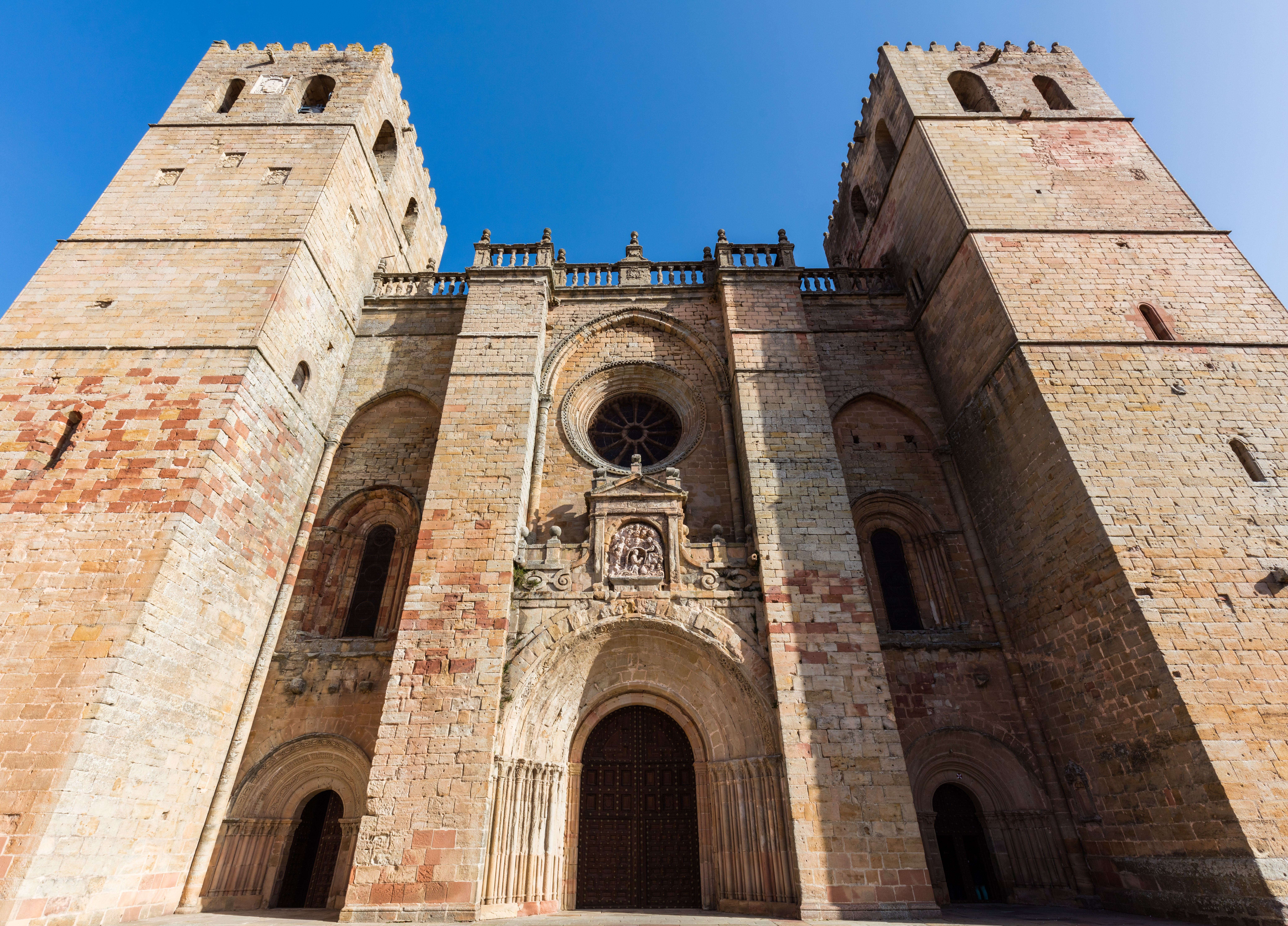
Portada principal

- Fachada oeste e portada principal. É românica, embora com acréscimos posteriores neoclássicos e barrocos. Forma três corpos, que correspondem às três naves do edifício, divididas por dois fortes contrafortes.
  - No corpo central: Medalhão em baixo-relevo barroco e rosácea românica de doze raios. Em ambos os lados, sobre as portas laterais, vitrais românicos com arcos de volta perfeita, indicando o começo românico da construção. Sobre estes vitrais e sobre a rosácea, três arcos apontados ogivais mostram a transição ao gótico da obra.
  - Portas: As três da portada principal, são românicas, arco de volta perfeita e bocinha muito aberta. As folhas de madeira ou batentes são de 1625.
  - Torres e sinos: Em ambos os lados da fachada principal elevam-se as duas torres de arenito, de quatro corpos. A torre da direita, chamada de Las Campanas ("os sinos), tem uma altura de 40,5 metros, com uma escada interior de 140 degraus. O seu último corpo foi acrescentado no século XIV pelo Cardeal Pedro Gómez Barroso (1348-1361), quem também fez recobrir de pedra de silhar a obra inicial feita em alvenaria. A torre da esquerda, chamada de Dom Fadrique, tem uma altura de 41,7 metros e foi terminada no século XVI. Estas torres, que inicialmente estiveram isoladas, foram construídas com miras defensivas e depois foram unidas à muralha.
  - Balaustrada: As duas torres comunicam-se, por uma balaustrada de pedra, mandada construir em 1725.

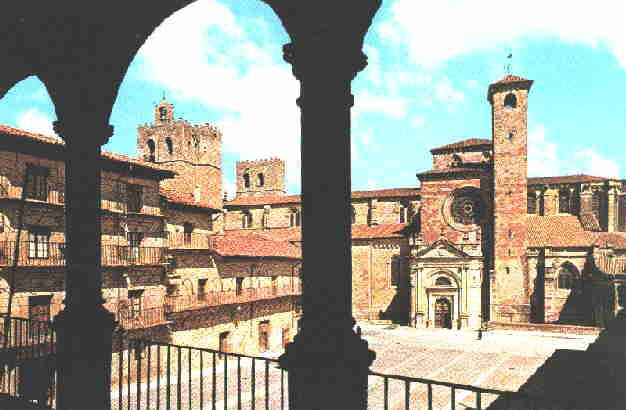
Fachada sul

- Fachada Sul: Na nave central (mais alta), podem-se observar os vitrais ogivais, separados por colunas ou contrafortes, com os beirados, apoiados sobre cachorros[3] com formas de animais, alternando com métopas, decoradas com motivos vegetais. Os vitrais da nave lateral (inferior), mostram a transição românico-ogival, com beirados, com cornija de arquejos cegos. Mais para levante, encontramos a Porta do Mercado, que dá à Praça central, de estilo românico do século XII; esta porta está coberta por um pórtico fechado de estilo neoclássico, construído em 1797 pelo arquiteto Bernasconi. Sobre a portada há uma rosácea românica de transição ao gótico, do século XIII. A torre "del Gallo" (do Galo) é do começo do século XIV, e foi nas suas origens uma atalaia militar, sofrendo várias restaurações ao longo dos anos. Sobre a nave central vemos o zimbório da época do pós-guerra espanhol.
- Fachada Norte: É análoga à Sul, com uma rosácea diferente; nesta fachada, a torre equivalente à Torre do Galo acha-se sobre a sacristia de Santa Librada, no braço do transepto.
- Fachada Leste: onde se vê, a charola, que substituiu as cinco capelas absidais. O zimbório e os altos vitrais góticos situam-se no presbitério.

### Componentes internos

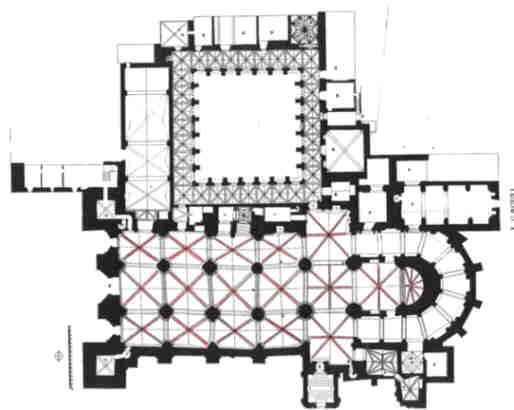
Planta atual.

A Catedral, compõe-se, atualmente, de uma planta de cruz latina, com três naves, amplo transepto e cabeceira com um grande abside, que contém a capela-mor e rodeada pela charola ou deambulatório.
Tem 80 metros de longo por 31 metros de largo, de um extremo a outro do cruzeiro, e 28 m, de comprimento, nas outras naves. A nave central, de pouco mais de 10 metros de larga, tem 28 m de altura, as laterais 21 m.
As naves estão separadas, por enormes pilares, aos quais se encostam colunas, que terminam numa primeira linha de capitéis unidos (todos eles de tema vegetal), onde se apóia a abóbada de berço  e os arcos formeiros (formalotes). Dos capitéis arrancam os nervos pétreos, que formam as abóbadas ogivais de cruzaria; em geral são de cruzaria simples (com dois nervos diagonais), embora haja duas abóbadas nervuradas de seis gomos, aos lados do cruzeiro, ou mesmo com oito gomos na lanterna.

#### Nave esquerda ou do Evangelho

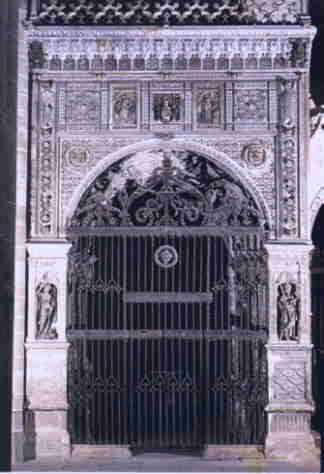
Capela da Anunciação.

- Paróquia de São Pedro: Primeira capela que encontramos, à esquerda, é obra do século XV, construída na época do bispo D Fernando Luján (1449-1465), em 1455, sua portada é plateresca, realizada por Francisco de Baeza. A grade é gótico-plateresca de Juan Francés de 1533.
- Porta de São Valero: Com pilastras[6] renascentistas, arabescos mudéjares e arcos de estilo gótico, embora seja de princípios do século XVI, lavrada por Domingo Hergueta. Esta porta dá entrada ao Claustro, onde se encontra a capela de São Valero, a mais antiga, dentro da catedral, com planta românica e grade gótica.
- Altar de São Martim: Retábulo barroco de 1668.
- Capela da Anunciação ou da Puríssima: Fundada em 1515 pelo Provisor D. Fernando Montemayor, que substituiu Cisneros; a fachada é uma mistura de estilos, a parte baixa é plateresca, o centro mudéjar, com a decoração geométrica de linhas entrecruzadas, formando figuras estreladas e poligonais (laçaria) e o friso que segue também de laçaria terminado por uma cornija muito decorada de tipo muçulmano, com uma figura de leão em cada extremo. A grade é gótica, de Juan Francés, com barrotes retorcidos e temas renascentistas.
- Capela São Marcos:A fachada é gótica, o intradorso é gótico plateresco.
- Altar São João Baptista:formado por arco plateresco de Francisco de Baeza (1530), com um retábulo barroco do século XVIII.

#### Transepto esquerdo: zona do plateresco

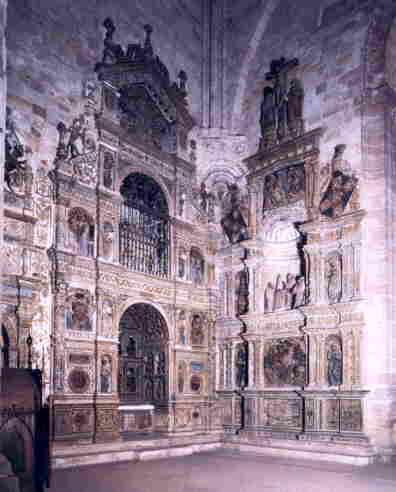
portadas platerescas.

No transepto encontramos quatro peças principais do plateresco da catedral, e são:
- Sacristia Moderna ou de Santa Librada: com portada plateresca de Francisco de Baeza, pilastras chãs sobre pedestais com jambas e lintel com adornos vegetais talhados. Tem um grande friso e frontão com as armas de Dom Fradique de Portugal‎.
- Porta do Pórfido (e do Jaspe): É de começos do século XVI, a decoração é de estilo plateresco, com pilastras lisas e uma série de frisos. Segue-se o Claustro, onde se acha a Porta de Jaspe de 1507, em mármore amarelo e vermelho, o mais antigo do período renascentista da Catedral.
- Altar e retábulo de Santa Librada: Uma das melhores obras do plateresco, traçada por Alonso Covarrubias e realizada sob a direção de Francisco de Baeza. O retábulo lavrado em pedra calcária consta de três corpos, tem decoração maneirista e mistura cenas da vida da santa e temas mitológicos (os trabalhos de Hércules).
- Mausoléu de Dom Fradique de Portugal‎: Realizada pelos mesma época e autor, que a anterior, consta também de três corpos, com um soco de grande ornamentação e uma cartela, com uma inscrição funerária. É ladeado por várias colunas e pilastras, e coroado por um calvário.

#### Charola

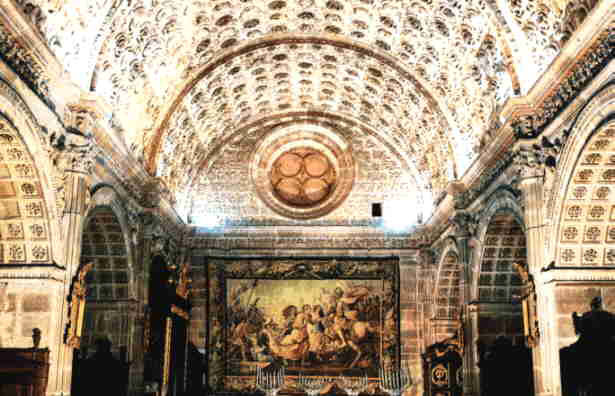
Abóbada das Cabeças

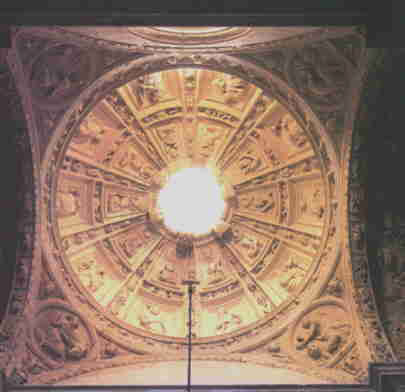
Capela do Espírito Santo

Também chamada deambulatório, foi acrescentada à Catedral em finais do século XVI e acabou-se em 1606. Ao longo da charola, observamos abóbadas de meio canhão, com arcos perpianhos.
- Sacristia menor: Era uma, das antigas capelas absidais, originais do século XII, portada barroca de 1688, com altas abóbadas góticas.
- Sepulcro de D Bernardo de Agén: Estátua jacente de mármore de estilo gótico, esculpida por Martín de Lande em 1449, sob arco abatido.[8]
- Sacristia maior ou de As Cabeças: Em 1532, Alonso de Covarrubias traçou os planos. Na execução intervêm Francisco de Baeza e Martín de Vandoma 1554. A portada é renascentista plateresca, de 1573, em pedra com colunas encostadas sobre altos pedestais e com vários nichos. A porta é de nogueira, com talhas do plateresco. O interior, a abóbada de meio canhão, formada por quatro seções divididas por arcos perpianhos, tem 304 cabeças grandes e 2000 pequenas.
- Capela do Espírito Santo: Por meio de uma portada muito ornamentada e uma grade plateresca de ferro forjado, obra de Hernando de Arenas, de 1561, entra-se na capela de fatura plateresca; os muros culminam numa cúpula semi-esférica sobre penachos que suportam uma majestosa lanterna, obra de Martín de Vandoma.
- Altar de São Ildefonso: Arquitetura do século XVII, de linha renascentista. O retábulo é do mesmo século.
- Altar de São Felipe Neri:Arquitetura renascentista, de corte herreriano.
- Capela do Cristo da Misericórdia: Foi antigo sacrário ou sacristia maior, com portada plateresca, com arco de volta perfeita e um frontão triangular renascentista muito recarregado. Foi construída em 1498 por Miguel de Aleas e Fernando de la Quejigas. A grade é do século XVII, lavrada por Domingo Zialceta em 1649. No interior, abóbada gótica tardia, retábulo barroco moderado, com altar do mesmo século.

#### Cruzeiro

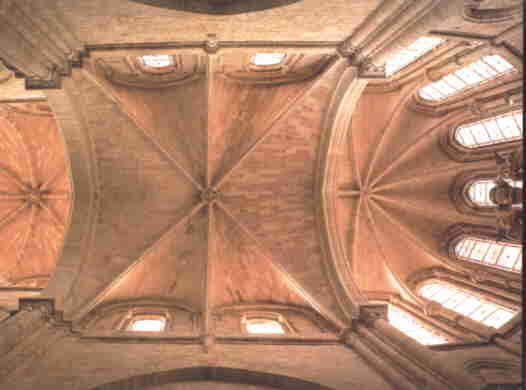
Abóbadas do cruzeiro e presbitério

É o espaço em que se cruzam duas naves perpendiculares. Este espaço de planta retangular, está delimitado por quatro pilares, três de eles recobertos por várias colunas em feixe, com quatro estátuas encostadas, do século XIV.
O cruzeiro abre espaço à frente ao presbitério, passando sob um magnífico arco toral sustentado por fazes de colunas, onde se situa a capela-mor. Para atrás, o cruzeiro abre espaço ao coro. No transepto, os laterais do cruzeiro estão cobertos por abóbadas nervuradas de seis gomos; acabam os dois com uma rosácea.
A abóbada central, de planta quadrada, está dividida por nervos em oito partes, deixando espaço para oito vitrais ogivais, formando a Lanterna.

#### Presbitério e Capela-Mor
Acede-se a este recinto, ao fundo da nave principal, por uma grade plateresca de ferro forjado do século XVII realizada por Domingo de Zialceta.
- Presbitério: A parte inicial do presbitério, de planta quadrada e coberta com uma abóbada nervurada de seis gomos, deixa espaço para quatro vitrais de estilo ogival, nas fachadas Norte e Sul. No muro da Epístola, enterramento gótico-borguinhão, do Cardeal de Santo Eustáquio (1424-1434); aos lados estátuas de São Pedro e São Paulo e por em cima destas uns pináculos que terminam numa fileira de arcos cegos e de estilo gótico, o nicho com a estátua jacente, está dentro de um arco com a forma de quilha invertida (arco conopial).[10]
- Capela-Mor: Na abside, de planta poligonal coberta por uma abóbada dividida em nove partes, com sete vitrais de arcos apontados orientados para leste.

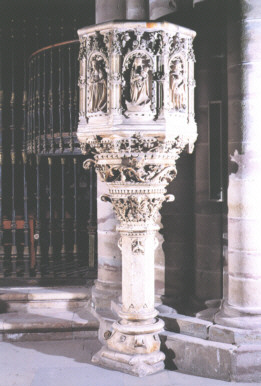
Púlpito do evangelho.

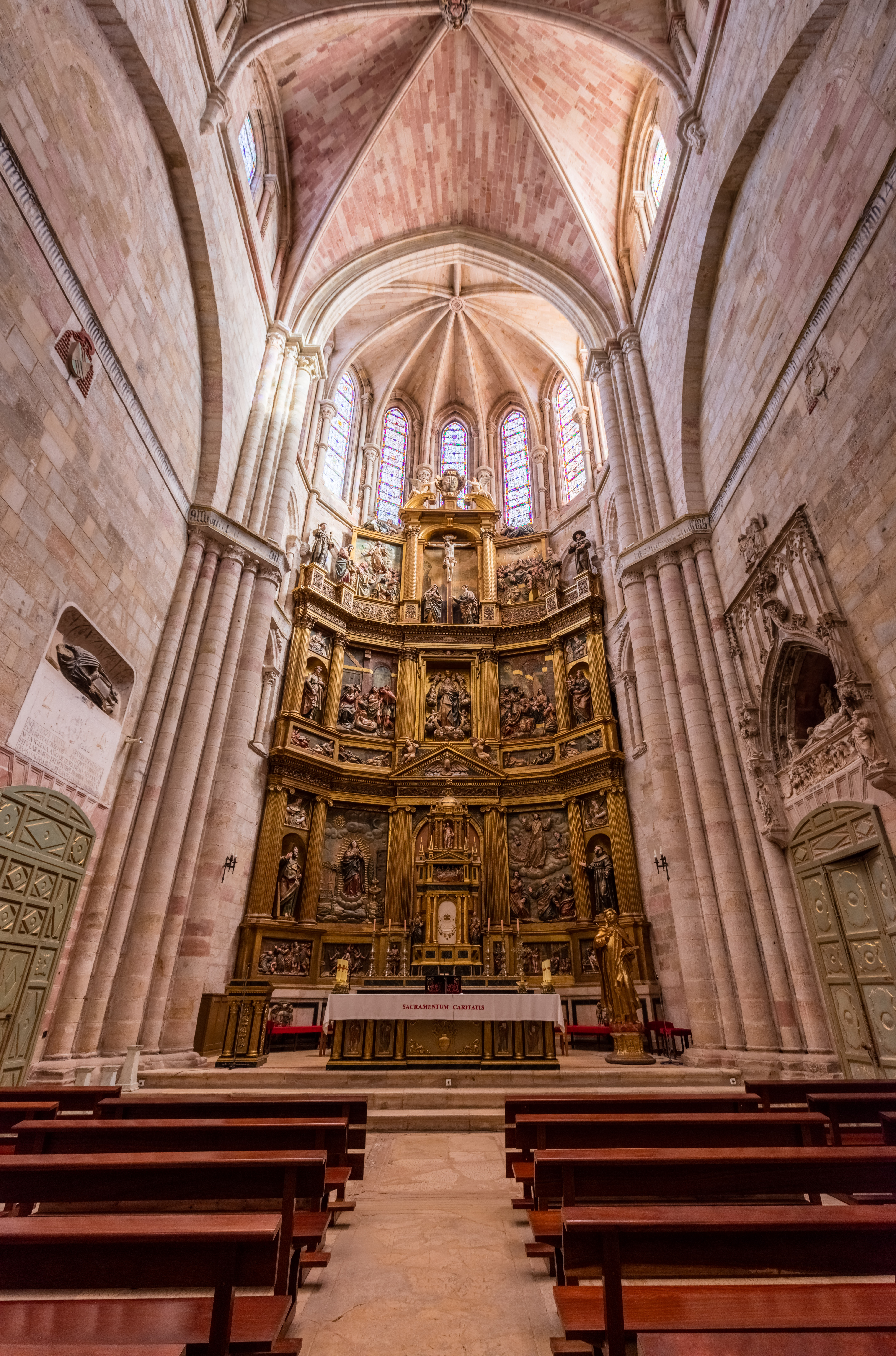
Altar-Mor

- - Altar-Mor: Retábulo renascentista, em madeira policromada, com três corpos de diferentes ordens, jônica, coríntia e composta,[11] obra de Giraldo de Merlo do século XVII, esta é uma das obras mestras deste escultor, parecida ao do Mosteiro de Guadalupe, embora inferior, ao da Catedral de Cuenca; antigamente, ao redor do altar estava o Coro, que por volta de 1490 transladar-se-ia à sua situação atual. É possível, que antigamente, em cima deste antigo Coro, houvera uma tribuna ou Trifório, pois além o altar observam-se alguns vitros taipados no muro.
  - Púlpito da epístola: Realizado em alabastro e traçado por Rodrigo Alemán em 1496, foi mandado pôr pelo Cardeal Mendoza; é suportado por uma coluna de seção octogonal e capitel coríntia.
  - Púlpito do evangelho: Também em alabastro, é talvez a melhor obra de Martín de Vandoma, datada em 1572. Nascido em Siguença, podemos encontrar muitas das suas obras na Catedral. Sua coluna é cilíndrica, com fuste estriado e capitel jônico-corintio, a caixa é octogonal, com imagens da paixão.

#### Coro
Situado no centro da nave principal, foi construída por iniciativa do cardeal D Pedro González de Mendoza (1467-1495), anteriormente estava na capela-mor.
Entra-se no recinto, por uma grade renascentista de ferro forjado do século XVII, a planta é retangular, composta por oitenta e quatro assentos, situados em duas filas, a segunda mais elevada, o silhar é de nogueira, com os espaldares com ornamentação de estilo gótico, com gelosias que não se repetem; sobre os assentos do silhar alto, há um dossel corrido, em gótico florido. Coroando o silhar superior e sobre o dossel corrido estendem-se duas tribunas, onde se encontra o órgão churrigueresco, com uma balaustrada plateresca.

#### Transepto direito

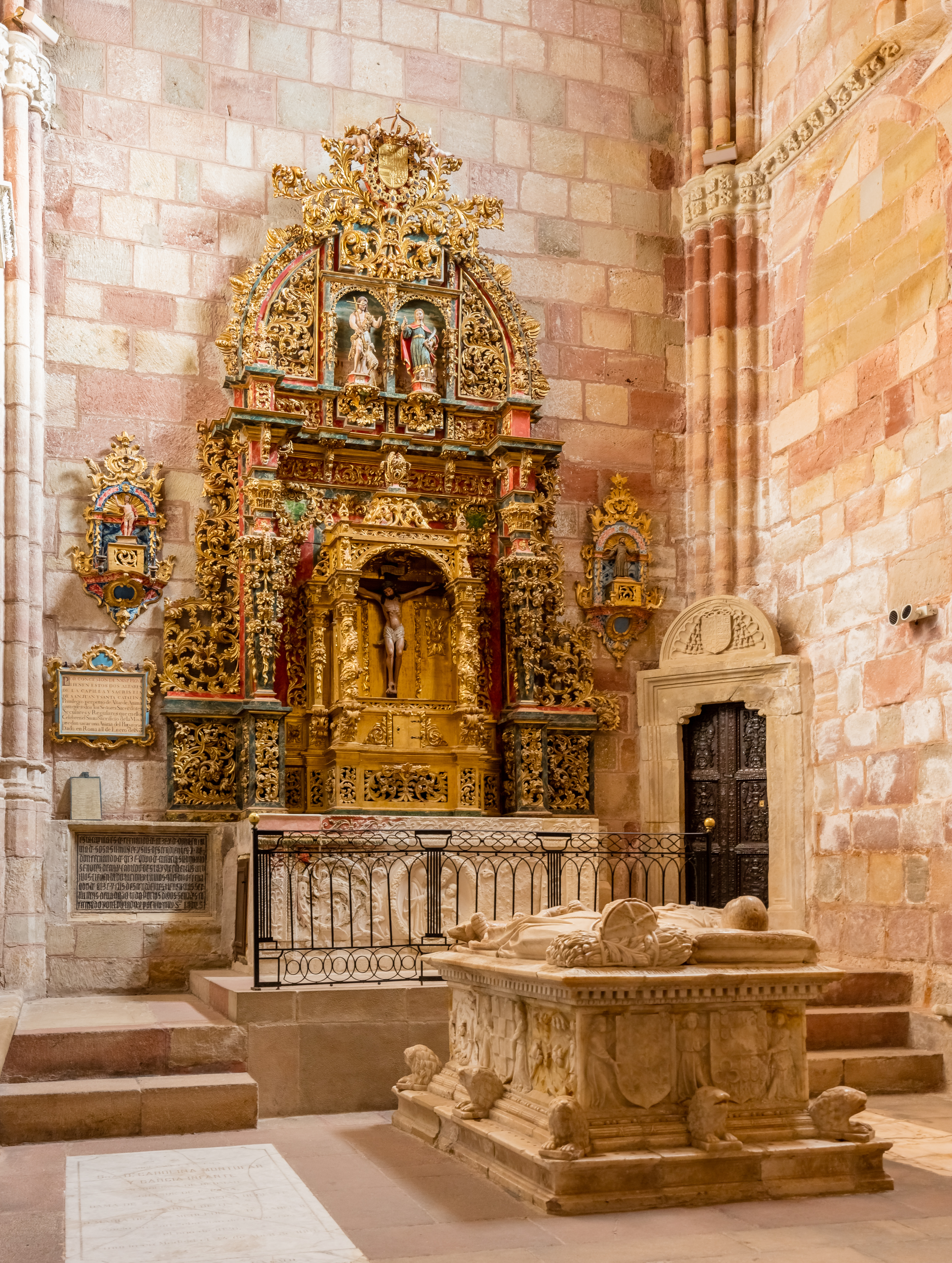
Capela do Doncel.

- Capela do Doncel (dos Arce) ou de São João e Santa Catarina: Encontramos-nos esta capela no lado Sul do transepto e é um verdadeiro museu de obras da estatuária castelhana, dos séculos XV e XVI. Foi uma das capelas absidais, a portada é plateresca com muitos elementos góticos, de Francisco de Baeza, sendo a grade de Juan Francés dentre 1526 a 1532. No interior há vários enterramentos, destacando-se no centro do panteão o mausoléu, de estilo renascimento, dos pais do Doncel, Fernando de Arce e Catalina de Sosa, sustentado por leões e com efígies jacentes de ambos, a cabeça dela sobre uma almofada, a dele sobre lauréis, indicando que faleceu guerreando. Destaca-se também, no muro, o sepulcro plateresco de Fernando de Arce, bispo das Canárias e irmão do Doncel. Mas a obra mestra desta capela e talvez da Catedral, é a tumba de Martín Vázquez de Arce, o Doncel de Siguença, em gótico flamígero obra de Sebastián de Almonacid; sob um nicho em arco de volta perfeita, encontra-se o sepulcro com a estátua semi-jacente do Doncel recostado, em alabastro e autor anônimo. A parte inferior do nicho,[12] contém a seguinte inscrição:| “ | Aquí yaze Martín Vasques de Arce - cauallero de la Orden de Sanctiago - que mataron los moros socorriendo - el muy ilustre señor duque del Infantadgo su señor - a cierta gente de Jahén a la Acequia - Gorda en la vega de Granada - cobró en la hora su cuerpo Fernando de Arce su padre - y sepultólo en esta su capilla - ano MCCCCLXXXVI. Este ano se tomaron la ciudad de Lora. - Las villas de Illora, Moclin y Monte frío - por cercos en que padre e hijo se hallaron.. | ” |
- Retábulo Sul do transepto: Compõe-se de várias das tábuas realizadas entre o século XV e XVI, para o retábulo, mandado construir, pela família da Cerda, para 1440. Pintadas num estilo fusão do gótico, com a pintura de Siena.
- Porta do Mercado ou das Cadeias: Pela que se sai à Praça central. Chamou-se de la Cadena, porque ali situava-se o tribunal do provisor ou prefeito e uma cadeia separava o tribunal do povo. O interior tem ar românico, com uma rosácea de grande beleza.
- Retábulo de Nossa Senhora do Leite: Este retábulo está encostado, ao pilar dianteiro direito do coro, a imagem é de alabastro, de 1514, obra de Miguel de Aleas; o retábulo, plateresco, é de Francisco de Baeza, as colunas que enquadram a média cúpula avenerada também são de alabastro, terminando com um friso e um frontão com o escudo do Cabido.

#### Nave direita ou da epístola

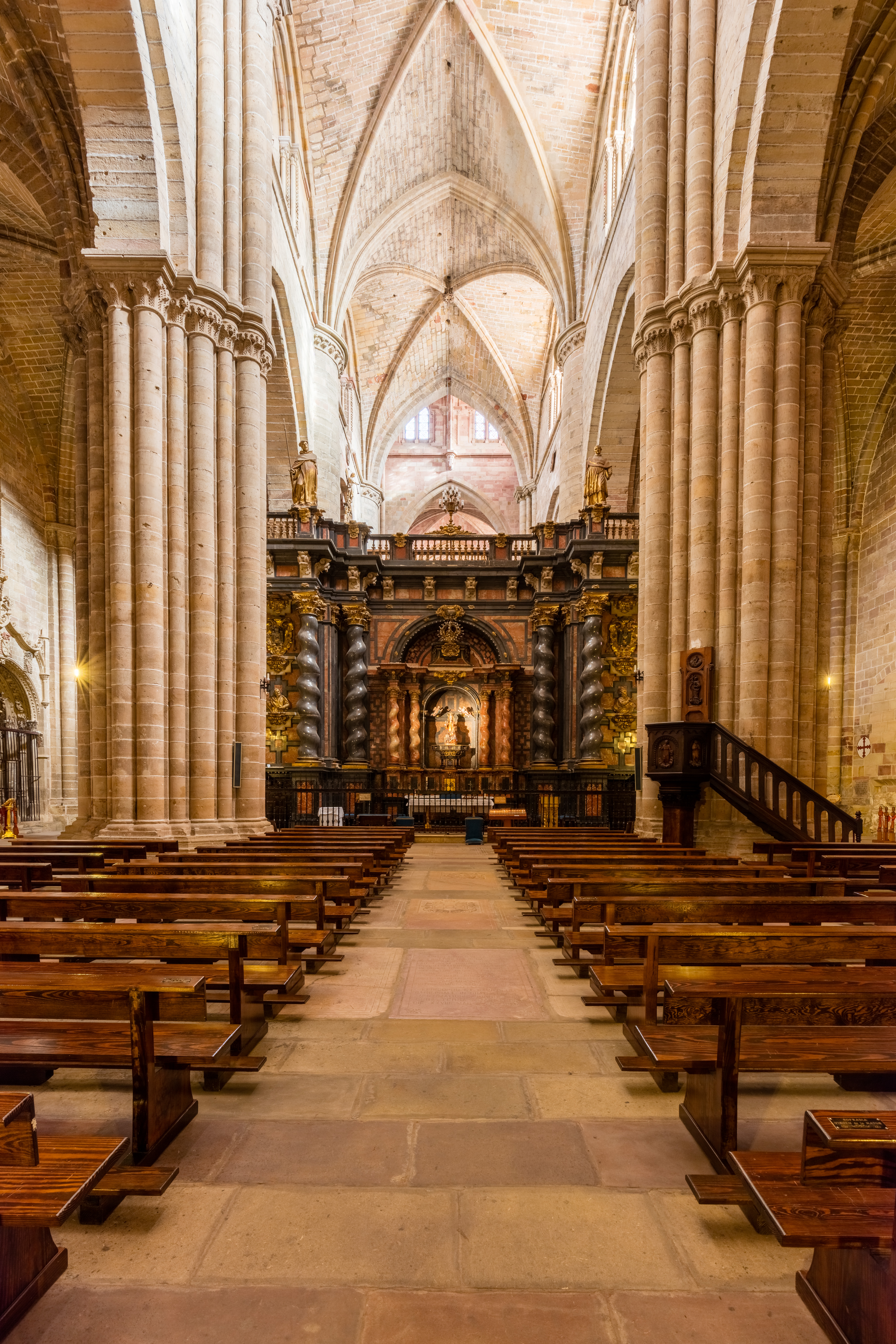
Altar de Nossa Senhora A Maior.

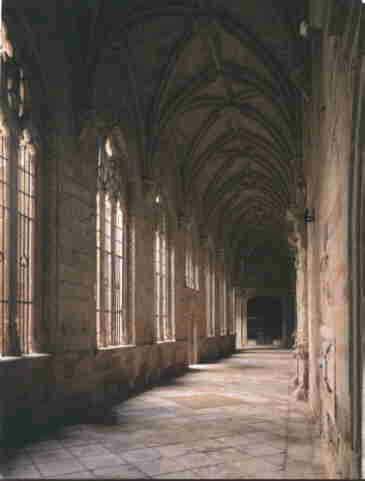
Vista do Claustro.

- Altar de Nossa Senhora das Neves: Altar de estilo barroco de 1718. À sua direita está o sepulcro de Pedro García de la Cornudilla de 1462, muito deteriorado.
- Altar de Santa Ana: Com retábulo barroco, de 1676.

#### Alto-coro
- Altar Nossa Senhora A Maior: Grande retábulo barroco, com seis grandes colunas salomônicas de mármore e quatro rosáceas, realizado por Juan de Lobera e terminado em 1688. A imagem da Virgem é uma talha românica, em madeira de cipreste, do século XII. É a padroeira de Siguença.

### Claustro

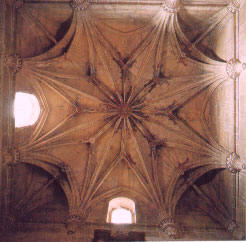
Cruzaria gótico mudéjar.

Iniciou-se a reedificação em 1505, por iniciativa do bispo e cardeal Bernardino López de Carvajal (1495-1511), com ajuda do Cardeal Cisneros, que foi capelão maior da Catedral na época  do bispo Pedro González de Mendoza, o cardeal Mendoza, para substituir o inicial, que teria o teto de madeira.
É de estilo gótico tardio, com elementos renascentistas; mede cerca de 40 metros. Cada uma das quatro galerias tem sete janelas ogivais por lado, caladas com gelosias e protegidas estas por grades góticas.
As abóbadas do claustro são de cruzaria sexpartita, com algumas chaves lavradas e com policromia, os arcos das abóbadas não se apóiam em colunas. Fica ao lado Norte da Catedral.
- Capela de São Valero: Esta é a capela mais antiga; está situada na nave de comunicação junto à porta do mesmo nome, que abre espaço à Catedral. Tem planta românica e grade de estilo gótico.
- Capela da Concepção: A capela mais interessante do Claustro, terminada em 1509 em estilo gótico flamígero. Sua portada abre-se, entre duas pilastras muito decoradas e termina num friso, decorado com uma Virgem, sob do qual se situa um arco abatido, muito decorado. No interior, destacam-se as duas tribunas com balaustres e decoração plateresca e especialmente, a abóbada de cruzaria gótico-mudéjar, de nervuras múltiplas de terceletes, com as aduelas chave, com decoração policroma; nos muros ficam restos de pinturas iniciais, com arcadas platerescas, recreando através delas um jardim. Encontra-se desgastada pelo passo do tempo.